# ブライアン・ウェールマン
ブライアン・ウェールマン（Brian Woermann、男性、1979年6月21日- ）は、アメリカ合衆国オハイオ州出身のプロレスラー。マット・ストライカー（Matt Stryker）のリングネームで知られる。他にムスタファ・セッド（Mustafa Saied）なども名乗った。

## 略歴
1998年にプロレスデビュー。
その後、マット・ストライカー（Matt Stryker）としてHWAを主戦場とし、他にもTNAなどの複数団体に参戦。その後は2003年頃よりROHに参戦。2004年からはハーリー・レイス主催のWLWに参加する。
WLW時代の2005年にはマット・ストライカーとして日本のプロレスリング・ノアへ留学生として来日した。
HWAには現在まで継続して参戦を続けており、並行して複数のインディー団体に参戦している。

## 主な得意技
- ストライカー・ドライバー
- アンクル・ロック（足首固め）
- テキサス・クローバー・ホールド（四つ葉固め）
- シャープ・シューター（さそり固め）